# 小田忠市郎
小田 忠市郎（おだ ただいちろう、1958年3月19日 -）は、日本の教員。東海中学校・高等学校で社会科地理を2025年3月まで教えていた。愛知県額田郡幸田町生まれ。

## 来歴
1958年生まれ。愛知県立蒲郡東高等学校、明治大学文学部史学地理学科を卒業。愛知県立衣台高等学校講師を経て、昭和56年に東海中学校・高等学校の社会科地理教員となる。令和5年に海陽中等教育学校の社会科地理の非常勤講師となる。中日新聞プラスの「達人に訊け！」に連載を持っている。

## 著書
- モノで学ぶ世界地理、1996年7月
- モノで学ぶ日本地理、2000年5月
- 新・モノでまなぶ世界地理:モノから人へ、2009年12月
- 新・モノでまなぶ日本地理:モノから人へ、2013年12月